# Костіке Штефенеску
Костіке Штефенеску (рум. Costică Ștefănescu, 26 березня 1951, Бухарест — 20 серпня 2013, Бухарест) — румунський футболіст, що грав на позиції захисника. По завершенні ігрової кар'єри — тренер.
Виступав за клуби «Стяуа», «Університатя» (Крайова) та «Брашов», за які зіграв загалом 490 матчів у чемпіонаті Румунії, поступаючись за цим показником лише Йонелу Денчулеску і став триразовим чемпіоном Румунії і семиразовим володарем Кубка Румунії. Також грав за національну збірну Румунії, з якою взяв участь у чемпіонаті Європи 1984 року.

## Клубна кар'єра
Народився 26 березня 1951 року в місті Бухарест. Почав грати у футбол у віці 14 років у молодіжному складі «Стяуа», в 1968 році він був переведений в першу команду і 1 червня 1969 року дебютував у Дивізіоні А. Вже в сезоні 1969/70 Штефенеску став гравцем основи та зробив внесок у завоювання кубка Румунії тричі поспіль у 1969—1971. Але після початкового успіху Штефенеску став рідше потрапляти в основу «Стяуа», тому в 1973 він був обміняний на Штефана Самеша зі складу суперника «Стяуа», «Університатя» (Крайова). 
Перехід до «Університаті» для Штефенеску виявився правильним рішенням. До 1986 року він зміг тричі виграти чемпіонат Румунії і чотири рази здобути румунський кубок, він також зіграв 378 матчів за клуб у Дивізіоні А, що є рекордом для команди. У 1983 році Штефенеску був номінований на «Золотий м'яч», посівши підсумкове 23 місце. На початку 1980-х років Штефенеску став одним із найкращих ліберо в Європі і в 1982/83 сезоні дійшов з «Університатею» півфіналу Кубка УЄФА, де команда поступилася «Бенфіці» лише за правилом виїзного голу.

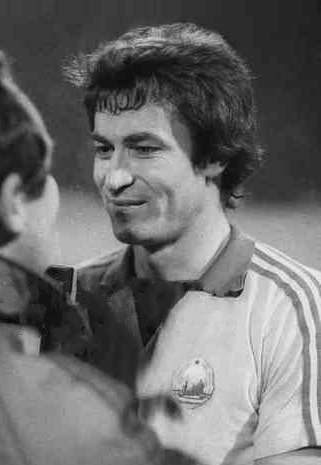
Костіке Штефанеску у 1983 році в складі збірної.

Після того як у сезоні 1985/86 у віці 34 років Штефенеску втратив місце в основі «Університаті», він приєднався до «Брашова», де обіймав посаду граючого тренера. 1988 року він закінчив свою ігрову кар'єру.

## Виступи за збірну
14 серпня 1977 року дебютував в офіційних іграх у складі національної збірної Румунії в матчі проти чинного європейського чемпіона Чехословаччини, яка була переможена з рахунком 3:1.
У складі збірної був учасником чемпіонату Європи 1984 року у Франції, де він зіграв у всіх трьох матчах, але його команда не вийшла з групи.
З 1983 року до своєї останньої міжнародної гри, 13 листопада 1985 року проти Туреччини, Штефенеску був капітаном команди. Загалом протягом кар'єри в національній команді, яка тривала 9 років, провів у її формі 66 матчів.

## Кар'єра тренера
Під час свого перебування у «Брашові» Штефенеску виступав як граючий тренер і після закінчення кар'єри гравця в 1988 році повністю присвятив себе тренерській діяльності. У сезоні 1990/91 він обійняв посаду головного тренера свого колишнього клубу «Стяуа», але вже в зимовому міжсезонні був звільнений.
1991 року Штефенеску вирушив до Катару, де залишався до 1992 року і тренував «Аль-Вакру».
Восени 1992 року Штефенеску повернувся до Румунії і очолив «Бакеу», але не зміг уникнути вильоту з Дивізіону А. Незадовго до кінця сезону клуб звільнив Штефанеску.
У вересні 1993 року він взяв на себе роль головного тренера «Політехніка» (Тімішоара), у сезоні 1993/94 клуб опинився в небезпеці вильоту і Штефенеску був звільнений у березні 1994 року, а команда посіла друге місце з кінця і була у класі.
Після чемпіонату світу 1994 року він став помічником тренера національної збірної Румунії, Ангела Йорденеску, команда кваліфікувалася на чемпіонат Європи 1996 року в Англії та чемпіонат світу 1998 року у Франції. Наступник Йорденеску, Віктор Піцурке не захотів працювати зі Штефенеску, і через рік Костіке став головним тренером «Астри» (Плоєшті) з Дивізіону А, а через рік він очолив команду «Решица» з Дивізіону B.
З 2002 до 2005 року Штефенеску працював за кордоном, тренуючи клуби «Хапоель Цафрірім» з Ізраїлю, «Аль-Месімір» з Катару, «Аль-Джаїш» і «Аль-Вахда» з Сирії і у 2004 році він виграв сирійський кубок. Того ж року він тренував збірну сирійської армії.
2008 року очолив клуб першого дивізіону Саудівської Аравії, «Наджран», але 21 грудня того ж року був звільнений після розгромної поразки від «Аль-Хіляль» (Ер-Ріяд) з рахунком 7:0. 
У липні 2009 року він став тренером «Ат-Тадамуна» з кувейтської Прем'єр-ліги. З серпня по грудень 2012 року він був біля керма команди з Катару, клубу «Аль-Шамаль».
20 серпня 2013 року Штефенеску наклав на себе руки, вистрибнувши з п'ятого поверху військового госпіталю в Бухаресті, де він довгий час лікувався від раку легень.

## Титули і досягнення

### Як гравця
- Чемпіон Румунії (3):

«Університатя» (Крайова): 1973/74, 1979/80, 1980/81
- Володар Кубка Румунії (7):

«Університатя» (Крайова): 1976/77, 1977/78, 1980/81, 1982/83
«Стяуа»: 1968/69, 1969/70, 1970/71